# Кокейн, Леонард
Леонард Кокейн (англ. Leonard Cockayne или англ. Leonard C. Cockayne; 7 апреля 1855, Нортон-Лис — 8 июля 1934, Веллингтон) — английский ботаник и фитогеограф.

## Биография
Леонард Кокейн родился 7 апреля 1855 года. В 1876 году покинул Англию. В 1898 году в возрасте 42 лет Леонард Кокейн опубликовал свою первую научную работу. Занимался исследованиями в области садоводства. Его садоводческие исследования были дополнены полевыми работами, особенно после того, как он переехал в Крайстчерч в 1903 году. В 1912 году Леонард Кокейн был избран членом Лондонского королевского общества. В 1912 году он был награждён памятной медалью Гектора (англ. Hector Memorial Medal). В 1914 году Леонард Кокейн был награждён памятной медалью Хаттона (англ. Hutton Memorial Medal).
В 1926 году Леонард Кокейн начал создавать коллекцию исключительно новозеландских растений, представляющих различные области страны. Позже это привело к созданию ботанического сада Отари в районе Веллингтона Уилтон.
Леонард Кокейн умер 8 июля 1934 года.

## Научная деятельность
Леонард Кокейн специализировался на окаменелостях, на папоротниковидных и семенных растениях.

## Некоторые публикации
- New Zealand Plants and Their Story, 1910.
- Observations Concerning Evolution, Derived from Ecological Studies in New Zealand.
- Vegetation of New Zealand[7].
- The Cultivation of New Zealand Plants[8].
- Trees of New Zealand (with E. Phillips Turner).
- Report on the dune-areas of New Zealand: their geology, botany and reclamation.
- Report on a botanical survey of Stewart Island.